# Shira Fleisher
Shira Fleisher (* 5. März 1983 in Köln) ist eine deutsche Schauspielerin.

## Ausbildung
Shira Fleisher übersprang die 10. Klasse des Gymnasiums und machte im Jahr 2001 ihr Abitur. Shira Fleisher studierte Germanistik, Phonetik und Judaistik auf Magister und Deutsch und Mathematik auf Lehramt an der Kölner Universität und ist nun in Düsseldorf als Religionslehrerin tätig. Sie lebt in Köln.
Sie war 2006 in der RTL-Seifenoper Unter uns als Luna van Eeden zu sehen.

## Filmografie
- 1994–1996: Die Viersteins
- 1999: Freunde fürs Leben
- 1999: Tatort: Tödliches Labyrinth
- 2000: Großstadtträume
- 2000: Auch das noch
- 2000: Die heimlichen Blicke des Mörders
- 2000: Freunde fürs Leben
- 2000: Honolulu
- 2000: Küss mich, Frosch
- 2001: Alles Atze
- 2001: Der Fahnder (Fernsehserie) – Girlfriends
- 2001: Als Mrs. Gott Mr. Mann erschuf
- 2002: Axel!
- 2002: Im Namen des Gesetzes
- 2002: Mein Leben und ich
- 2002: Das Leben als Schnitzel
- 2002: Demonsplay
- 2003: SOKO Köln
- 2003: Der kleine Mönch
- 2004: Boiling Points
- 2004: Geschlechterkampf
- 2005/2006: Ein Fall für B.A.R.Z.
- 2006/2007: Unter uns
- 2007: Das sardonische Lächeln
- 2008: Highroller und Tank
- 2009: Gangs